# Jay Gould II
Jay Gould II (* 1. September 1888 in Mamaroneck, New York; † 26. Januar 1935 in Margaretville, New York) war ein US-amerikanischer Sportler.

## Leben
Jay Gould II wurde 1888 als eines von sieben Kindern des Investors George Jay Gould und dessen Frau Edith Kingdon geboren. Eine seiner Schwestern war Helen Vivien Gould. Sein Großvater war der Bahnunternehmer Jay Gould. 
Er gewann bei den Olympischen Sommerspielen 1908 in London den einzigen offiziellen Wettbewerb der olympischen Geschichte in der Sportart Jeu de Paume, einem Rückschlagspiel, das als Vorläufer des modernen Tennis gilt. Lediglich bei den Spielen 1924 in Paris und 1928 in Amsterdam gehörte Jeu de Paume als Demonstrationssportart noch einmal zum olympischen Programm. Neben seinem Olympiasieg war Gould von 1914 bis 1916 Weltmeister und von 1906 bis 1925 ununterbrochen amerikanischer Amateurmeister in dieser Sportart.
Jay Gould II war mit Anne Douglas Graham verheiratet und Vater von einem Sohn und zwei Töchtern. Er starb an den Folgen einer Speiseröhrenblutung.